# Rapülők (album)
Rapülők – pierwszy album węgierskiego zespołu o tej samej nazwie, wydany w 1992 roku przez Magneoton na LP, MC i CD.
Album odniósł sukces na Węgrzech, sprzedając się w dwustu tysiącach egzemplarzy. Zdobył nagrodę „Złota Żyrafa” w kategorii Album roku i Debiut roku, zajął także pierwsze miejsce na węgierskiej liście przebojów.

## Lista utworów
Źródło: discogs.com
1. „Zúg a Volga” (3:43)
2. „Nem adom fel” (3:52)
3. „Átmeneti csók” (3:43)
4. „Némber One” (3:52)
5. „Szívzuhogás” (4:01)
6. „Áj Lav Jú” (3:32)
7. „Lesz még rosszabb” (3:34)
8. „Helyi terminátor” (3:37)
9. „Kék RAPszódia” (3:25)
10. „Party Zóna” (3:48)
11. „RAPülők” (0:38)

## Skład zespołu
Źródło: discogs.com
- MC Gesztenye – rap
- Berkes T. Boy – syntezator
- Michel de Lux – perkusja